# Sveučilište Hercegovina
Sveučilište Hercegovina (lat. Universitas studiorum Hercegoviniensis) prvo je privatno licencirano i akreditirano sveučilište u Hercegovini sa sjedištem u Mostaru osnovano 2010. Nakon što su se proveli postupci vanjskog vrednovanja, Sveučilište je dobilo Rješenje o akreditaciji i upisano je u Registar akreditiranih visokoškolskih ustanova pri Agenciji za razvoj visokog obrazovanja i osiguranje kvalitete u BiH.

### Organizacija Sveučilišta i studiji
Unutar Sveučilišta djeluju dva fakulteta i dva sveučilišna centra: Fakultet društvenih znanosti dr. Milenka Brkića (Mostar, Međugorje), Fakultet međunarodnih odnosa i diplomacije (Mostar), Centar za istraživanja, edukaciju, razvoj i izobrazbu i Centar za razvoj održivog turizma. 
Na Fakultetu društvenih znanosti dr. Milenka Brkića organizirani su studijski programi iz pedagogije, psihologije, predškolskog odgoja, razredne nastave, socijalne pedagogije, defektologije, informatike, komunikologije, sociologije, politologije, menadžmenta, javne uprave, turizma, ekologije i zaštite okoliša. 
Na Fakultetu međunarodnih odnosa i diplomacije organizirani su studijski programi iz međunarodnih odnosa i diplomacije te prava s međunarodnim odnosima.